# Забастовка SAG-AFTRA (2023)
Забастовка SAG-AFTRA (англ. SAG-AFTRA strike) — трудовой конфликт, начавшийся 14 июля 2023 года между профсоюзом актёров SAG-AFTRA и Альянсом продюсеров кино и телевидения (AMPTP) в США и продолжавшийся до 9 ноября 2023 года. Это была первая забастовка актёров за последние 43 года и первая совместная забастовка актёров и сценаристов за последние 63 года. Она привела к серьёзным нарушениям в работе американской теле- и киноиндустрии, которая и до этого пострадала от пандемии COVID-19 в 2020 году.
Причиной забастовки стали неудовлетворительные условия труда и оплаты актёров, особенно в области стриминговых сервисов, таких как Netflix, Amazon и Disney+. Актёры требовали повышения заработной платы, улучшения медицинского страхования, увеличения резидуальных выплат и защиты от «дискриминации и домогательств». Сценаристы поддержали забастовку актёров, так как они также столкнулись с аналогичными проблемами в своей отрасли.
8 ноября 2023 года была достигнута предварительная сделка между сторонами. Забастовка завершилась 9 ноября в 12:01 по восточному времени. 5 декабря члены SAG-AFTRA официально ратифицировали контракт, за который проголосовали 78% членов.

## История

### Профсоюзное движение в Голливуде

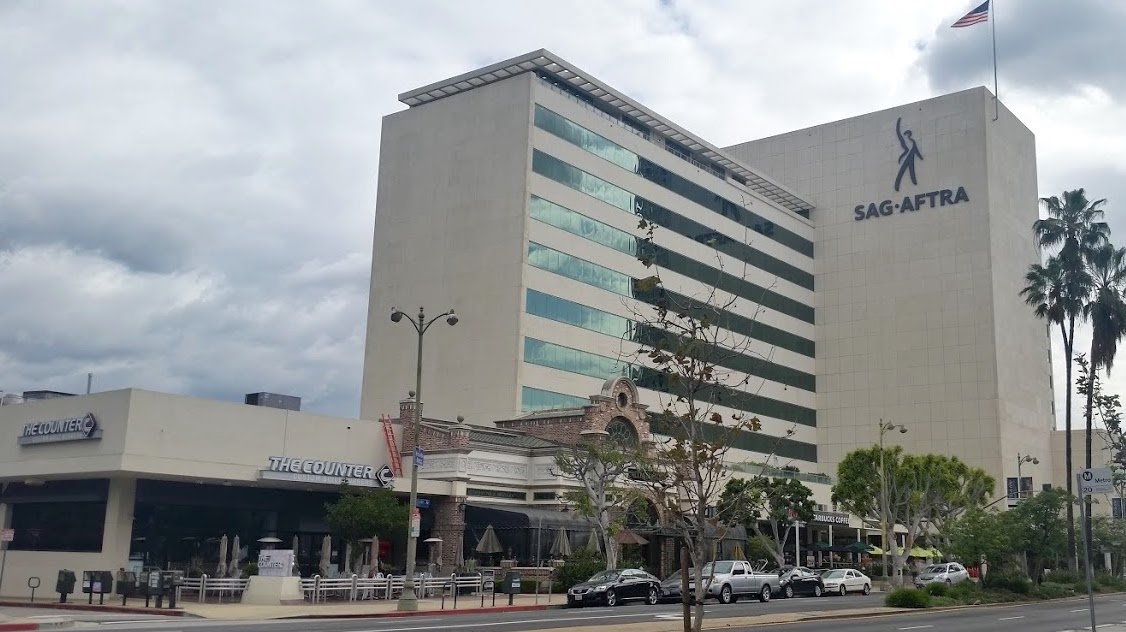
Здание SAG-AFTRA Plaza в Лос-Анджелесе, Калифорния

Профсоюз SAG-AFTRA представляет интересы примерно 160 тыс. работников СМИ и эстрады. Крупнейшие продюсеры Голливуда представлены Альянсом продюсеров кино и телевидения (AMPTP), который заключает трудовые договоры с SAG-AFTRA и всеми другими профсоюзами, такими как Гильдия писателей Америки Востока и Гильдия писателей Америки Запада, входящими в состав Гильдии писателей Америки (WGA). SAG-AFTRA была образована в результате слияния Гильдии киноактеров США (SAG) и Американской федерации артистов телевидения и радио (AFTRA) в марте 2012 года, что позволило SAG-AFTRA представлять интересы не только актёров, но и журналистов, ведущих ток-шоу и других работников телерадиовещания. WGA и Гильдия актёров экрана не бастовали одновременно с последней забастовки 1960 года, когда актёры присоединились к бастующим сценаристам по поводу остаточных выплат от фильмов, проданных телевизионным сетям В забастовке актёров 1980 года участвовали объединённые усилия SAG и AFTRA. Крупнейшая с 1980 года забастовка SAG-AFTRA произошла в 2000 году, когда коммерческие актёры объявили забастовку, чтобы добиться продолжения системы остаточных выплат вопреки реакции рекламодателей, и на фоне разногласий между SAG и AFTRA.
В последнее десятилетие и в связи с развитием потокового вещания сценаристы и актёры были разочарованы политикой студий в отношении остаточных доходов от потоковых сервисов; упадок сетевого телевидения привёл к сокращению количества повторных показов, что привело к усилению зависимости от других остаточных доходов. Во время забастовки Гильдии сценаристов Америки в 2007—2008 годах руководители студий предложили сценаристам не получать никаких отчислений от потоковых сервисов, что привело к забастовке, которая, по данным National Public Radio, обошлась городу Лос-Анджелесу в 1,5 млрд. долларов США. Использование искусственного интеллекта (ИИ) в сценаристике вызывает беспокойство сценаристов. Актёры также высказывают опасения по поводу ИИ, отмечая, что он может быть использован для безвозмездного воспроизведения их образов, как это было недавно произведено в фильме «Флэш» (2023), в котором с помощью дипфейка, CGI и ИИ были возвращены старые персонажи из предыдущих фильмов, актёры которых уже давно ушли из жизни. Эти факторы способствовали продолжающейся забастовке Гильдии сценаристов Америки, которая началась в мае 2023 года. В июне Гильдия режиссёров Америки достигла соглашения со студиями, что позволило избежать тройной забастовки в Голливуде. Многие актёры пикетируют вместе со сценаристами с самого начала забастовки.

### Переговоры по контрактам
Спустя несколько недель после забастовки Гильдии сценаристов Америки национальный совет директоров SAG-AFTRA единогласно согласился провести голосование по разрешению забастовки в преддверии возобновления контракта; SAG-AFTRA утвердила новый контракт на 2020 год, срок действия которого истекает 30 июня. Профсоюз заявил, что не намерен объявлять забастовку, но стремится предоставить своим переговорщикам «максимальные рычаги влияния» перед переговорами 7 июня. SAG-AFTRA назвала несколько вопросов, которые будут обсуждаться на переговорах, включая «экономическую справедливость, остатки, регулирование использования искусственного интеллекта и облегчение бремени, связанного с переходом всей индустрии на самосъемку», а также сообщила своим членам, что Альянс продюсеров кино и телевидения будет снижать зарплаты, чтобы «увеличить прибыль корпораций». В видеоролике, выпущенном 30 мая, члены SAG-AFTRA Джулия Луи-Дрейфус, Джин Смарт и Кумэйл Нанджиани призвали избирателей поддержать забастовку, но при этом оговорились, что это исключительно инструмент переговоров.
По данным профсоюза, 5 июня SAG-AFTRA одобрила разрешение на забастовку с перевесом в 98 % голосов. Высокопоставленные члены, в том числе Квинта Брансон, Дженнифер Лоуренс и Рами Малек несмотря на «чрезвычайно продуктивные» переговоры, заявили о своей готовности провести забастовку досрочно, чтобы добиться «революционного соглашения». Чтобы избежать забастовки, SAG-AFTRA согласилась продлить переговоры до полуночи 13 июля. В течение июля переговоры прервались. 5 июля SAG-AFTRA провела опрос членов о необходимости забастовки, и через два дня начала готовить пикетные плакаты. 11 июля AMPTP согласилась на «просьбу последней минуты» обратиться за посредничеством в Федеральную службу посредничества и примирения; директор по связям с конгрессом и общественностью Грег Рейлсон заявил, что федеральный посредник прибудет на следующий день. В свою очередь, SAG-AFTRA обвинила AMPTP в намеренном затягивании переговоров и вновь заявила, что не будет продлевать переговоры после 12 июля. Известные актёры вновь заявили о своей поддержке, подписав письмо, призывающее профсоюз к агрессивным мерам. В письме также говорилось, что его авторы готовы объявить забастовку.
Представитель Альянса продюсеров кино и телевидения Голливуда (AMPTP) рассказал о компенсациях, которые предлагали актёрам, чтобы избежать забастовки. Альянс, который вёл переговоры с профсоюзом от имени Netflix, Walt Disney и Warner Bros заявил, что SAG-AFTRA намеренно искажает ход переговоров. Сделка, от которой SAG-AFTRA отказалась 12 июля, включала более 1 млрд долларов на увеличение зарплат, пенсий и медстраховку, была рассчитана на трёхлетний срок и включала защиту актёров от использования их образов искусственным интеллектом. Представитель SAG-AFTRA впоследствии заявил, что предложение AMPTP насчёт использования образов актёров искусственным интеллектом заключалось в том, чтобы разрешить студиям за 1 день оплаченной работы иметь исключительные и бессрочные права на использование образов актёров, включая использование искусственного интеллекта.

## Объявление забастовки

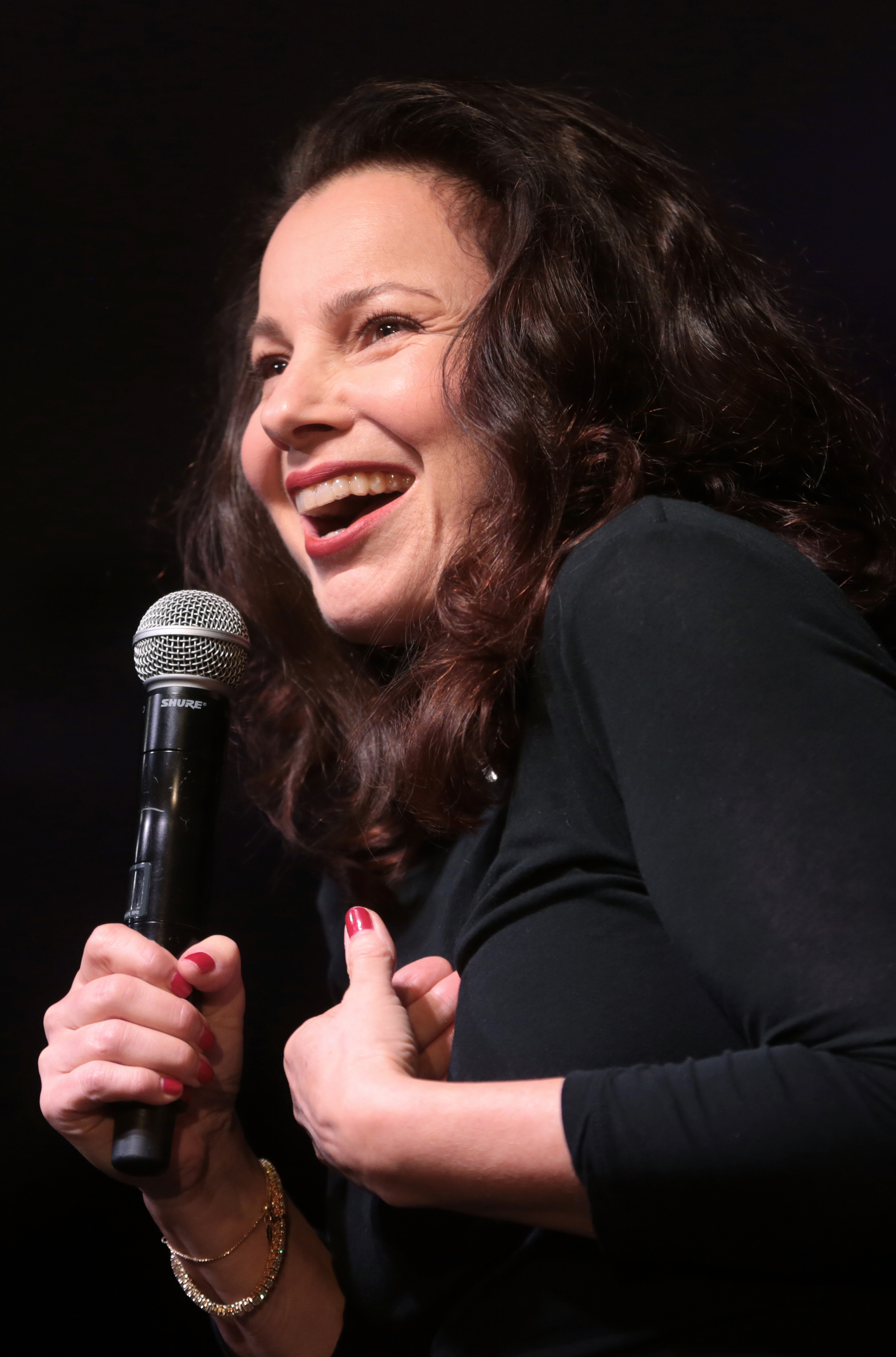
Президент SAG-AFTRA Фрэн Дрешер объявила о забастовке 13 июля

13 июля, так и не достигнув соглашения между SAG-AFTRA и AMPTP, комитет по переговорам SAG-AFTRA единогласно проголосовал за то, чтобы рекомендовать национальному совету профсоюза объявить забастовку. Национальный совет провёл голосование, официально одобрив забастовку. Президент SAG-AFTRA Фрэн Дрешер объявила, что забастовка начнётся в полночь 14 июля. Актёрский состав фильма «Оппенгеймер» (2023) покинул лондонскую премьеру до объявления о начале забастовки для выхода на улицу. Вместе с главным переговорщиком Дунканом Крэбтри-Ирландом, Дрешер заявила, что забастовка — это крайняя мера и описала переговоры как «передвижение мебели на „Титанике“» На пресс-конференции Крэбтри-Ирланд заявил, что AMPTP пыталась включить предложение, позволяющее студиям за единовременную плату, эквивалентную однодневному заработку, получить эксклюзивные и неограниченные права на сходства актёров, включая использование генеративного искусственного интеллекта для их воспроизведения на экране, что вызвало сравнение с эпизодом «Ужасная Джоан» из телесериала «Чёрное зеркало».
В соответствии с правилами, установленными 10 июля, актёры не могут участвовать в съёмках фильмов и телесериалов, а также в рекламных мероприятиях, таких как пресс-конференции, премьеры фильмов и мероприятий, включая San Diego Comic-Con International, который проводится через неделю. На международном уровне члены SAG-AFTRA имеют право продолжать работу в Великобритании в соответствии с заранее заключёнными коллективными договорами Equity, поскольку британское законодательство предусматривает уголовную ответственность за забастовки солидарности. Сериал «Дом дракона» на HBO Max официально продолжил съёмки в Великобритании, что вызвало негативную реакцию со стороны поклонников сериала, поддерживающих забастовку.
Среди известных демонстрантов и участников пикетов в первый день забастовки были замечены актёр Дермот Малруни из офиса Netflix, актриса Мэнди Мур из офиса Disney и продюсер Майкл Шур из Paramount. Среди других были также актёры Джейсон Судейкис в NBC Rockefeller Center и Джош Гэд из Fox Entertainment, актриса Сара Полсон, актрисы Эллисон Дженни и Джоуи Кинг из Warner Bros., а также актрисы Констанс Зиммер и Джиннифер Гудвин из Paramount.

## Реакция

### Руководители СМИ
Боб Айгер, генеральный директор The Walt Disney Company, заявил, что требования актёров «не реалистичны», добавив, что они «дополняют набор проблем, с которыми уже сталкивается этот бизнес». Айгер подвергся критике за данные высказывания в свете того, что его контракт с Disney позволяет ему зарабатывать до 27 млн долларов за год в виде зарплаты и бонусов. Руководитель забастовки Фрэн Дрешер назвала высказывания Айгера «отвратительными» и «глухими».
Перед окончанием переговоров SAG-AFTRA один из анонимных руководителей AMPTP заявил, что их текущая стратегия заключается в том, чтобы «позволить ситуации затянуться до тех пор, пока участники профсоюза [не начнут] терять свои квартиры и дома», заставив SAG-AFTRA занять менее выгодные позиции на переговорах.

### Политика
14 июля 2023 года президент США Джо Байден и сенатор от штата Вермонт Берни Сандерс заявили о своей поддержке профсоюза актёров. Ранее Байден поддержал забастовку сценаристов в мае 2023 года. Некоторые политики также присоединились к забастовке, включая мэра Бербанка (Калифорния) Константина Энтони и представителя Калифорнии в США Адама Шиффа.

## Ответные предложения от киностудий и стриминговых сервисов профсоюзам сценаристов, актёров
23 августа 2023 года Голливудские студии и потоковые сервисы опубликовали условия пересмотренного предложения бастующим сценаристам, но профсоюз призвал своих членов продолжать пикетировать, поскольку новое предложение не решило всех их проблем. Альянс продюсеров кино и телевидения (AMPTP), который ведёт переговоры от имени таких компаний, как Walt Disney и Netflix, изменил своё предложение, включив в него новые подробности о таких важных вопросах, как компенсация, минимальное штатное расписание, остаточные выплаты и ограничения на искусственный интеллект. Согласно последнему предложению, Гильдия сценаристов Америки (WGA) получит совокупную прибавку к заработной плате на 13 % в течение трёхлетнего контракта, а письменный контент, созданный искусственным интеллектом, не будет считаться «литературным материалом». Платформы потокового вещания также предложили предоставить WGA, которая представляет около 11 500 авторов, сценаристов фильмов и телевидения, общее количество часов просмотра каждого шоу, созданного для потокового вещания, в конфиденциальных ежеквартальных отчётах.
В ответ на эти предложения Профсоюз заявил, что объяснил на встрече, почему предложение не оправдало себя и «не смогло в достаточной степени защитить писателей от экзистенциальных угроз, которые в первую очередь заставили нас объявить забастовку», но AMPTP все равно обнародовала подробности предложения. Гильдия сценаристов планирует продолжить пикетирование и заявила, что поделится с членами более подробной информацией о состоянии переговоров.

## Венецианский кинофестиваль 2023, фильмы и актёры по временному соглашению с SAG
Руководство SAG-AFTRA было непреклонно в том, что актёры фильмов с временными соглашениями должны присутствовать на фестивалях для их продвижения. Их послание: это полезно независимому кино и делу. Это заявление SAG помогло ряду актёров принять решение.
В список актёров Голливуда, принявших участие на 80-м Венецианском кинофестивале, вошли Адам Драйвер («Феррари»), Мадс Миккельсен («Меч короля»), Кэйли Спэни и Джейкоб Элорди («Присцилла: Элвис и я»), Калеб Лэндри Джонс и Джоджо Т. Гиббс («Догмен»), Питер Сарсгаард, Билли Магнуссен («Переворот!») и Ольга Куриленко («Кровь и деньги»).

## Комментарии
1. ↑  Поскольку участники забастовки SAG-AFTRA живут и работают по всей стране, в других крупных местах проведения съёмок, в частности, в Атланте, Гонолулу и Сан-Франциско, были организованы многочисленные «акции поддержки забастовки».